# Dukhan
Dukhan é uma cidade industrial localizada no oeste do Qatar. Está situada a aproximadamente 60 km a noroeste da capital, Doha.